# Lourdoueix-Saint-Michel
Lourdoueix-Saint-Michel – miejscowość i gmina we Francji, w Regionie Centralnym, w departamencie Indre.
Według danych na rok 1990 gminę zamieszkiwały 503 osoby, a gęstość zaludnienia wynosiła 26 osób/km² (wśród 1842 gmin Regionu Centralnego Lourdoueix-Saint-Michel plasuje się na 682. miejscu pod względem liczby ludności, natomiast pod względem powierzchni na miejscu 680.).